# Prima Divisione (Libano)
La Prima Divisione (in arabo الدوري اللبناني الدرجة الأولى‎?) è la massima divisione del campionato libanese di calcio maschile, posta sotto l'egida della Federazione calcistica del Libano.
La prima edizione del torneo risale al 1933. La squadra più titolata è l'Ansar, vincitrice del campionato per 15 volte.

## Formula e regolamento
La Prima Divisione vede competere 12 squadre. Nel corso di una stagione ogni club gioca contro le altre due volte, una volta nel proprio stadio di casa e una volta in quello degli avversari, per 22 partite. Le squadre ricevono tre punti per una vittoria e un punto per un pareggio. Nessun punto viene assegnato per una sconfitta. Le squadre sono classificate in base ai punti totali: in caso di parità valgono come criterio di classificazione gli scontri diretti, quindi la differenza reti.
Esiste un sistema di promozione e retrocessione tra la Prima e la Seconda Divisione. Le due squadre peggio classificate nella Prima Divisione sono retrocesse in Seconda; le prime due classificate in Seconda Divisione sono promosse in Prima.

## Storia
Il 22 marzo 1933 i rappresentanti di tredici squadre di calcio si riunirono nel distretto di Minet El Hosn a Beirut per formare la Federazione calcistica del Libano (LFA). Hussein Sejaan fu il primo presidente della LFA. La federazione entrò a far parte della FIFA nel 1935 e della AFC nel 1964. La Prima Divisione iniziò nel maggio 1934 e fu chiamata "coppa Edmond Rubeiz", in onore del giocatore del Nahda, morto di febbre tifoide l'anno precedente. La competizione si svolse in un formato ad eliminazione diretta, con il Nahda che batté il DPHB 7-1 in finale per vincere la competizione inaugurale.
Il Nahda, l'AUB e il DPHB condivisero i titoli durante il primo decennio del campionato. Tra gli anni '40 e '60 i club armeni, quali il Homenetmen e il Homenmen, furono i più importanti nella scena calcistica libanese. I due club condivisero 11 titoli in 16 stagioni tra il 1943 e il 1969. Dopo un'interruzione di 12 anni del campionato a causa della guerra civile libanese, l'Ansar dominò il campionato, vincendo 11 titoli consecutivi tra il 1988 e il 1999. Stabilirono momentaneamente un record nel Guinness dei primati per maggior numero di campionati consecutivi vinti.
Dal 2000, il Nejmeh divenne la forza dominante in Libano, vincendo cinque titoli su nove fino al 2009. Durante gli anni 2010, l'Ahed, che aveva precedentemente vinto solo un campionato, vinse sei titoli. Dopo aver vinto la Prima Divisione 2018-2019, l'Ahed vinse la lega per tre volte consecutive, un'impresa compiuta solo un'altra volta, dall'Ansar nel 1992. A causa di problemi finanziari e politici nel paese, nonché della pandemia COVID-19, la LFA decise di annullare la stagione 2019-2020 in corso. A causa della crisi finanziaria, i giocatori stranieri furono esclusi dalla partecipazione alla stagione 2020-2021.

## Squadre
| Club             | Città                      |
| ---------------- | -------------------------- |
| Ahed             | Beirut (Ouzai)             |
| Ansar            | Beirut (Tariq el-Jdideh)   |
| Bourj            | Beirut (Burj El Barajneh)  |
| Chabab Ghazieh   | Ghazieh                    |
| Nejmeh           | Beirut (Ras Beirut)        |
| Racing Beirut    | Beirut (Achrafieh)         |
| Riyadi Abbassieh | Abbassieh                  |
| Safa             | Beirut (Wata el-Museitbeh) |
| Sagesse          | Beirut (Achrafieh)         |
| Shabab Baalbek   | Baalbek                    |
| Shabab Sahel     | Beirut (Haret Hreik)       |
| Tadamon Tiro     | Tiro                       |

## Albo d'oro
Di seguito è riportato l'albo d'oro del campionato libanese di calcio. Dal 1933 a oggi il campionato è stato vinto, almeno una volta, da dodici squadre diverse. Con quattordici campionati vinti, l'Ansar è la squadra più titolata del torneo. Segue, con nove titoli, l'Ahed.
- 1933-34:  Nahda
- 1934-35:  AUB
- 1935-36:  DPHB
- 1936-37:  AUB
- 1937-38:  AUB
- 1938-39:  DPHB
- 1939-40
- 1940-41:  DPHB
- 1941-42:  Nahda
- 1942-43:  Nahda
- 1943-44:  Homenetmen
- 1944-45:  Homenmen
- 1945-46:  Homenetmen
- 1946-47:  Nahda
- 1947-48:  Homenetmen
- 1948-49:  Nahda
- 1949-50
- 1950-51:  Homenetmen
- 1951-52
- 1952-53
- 1953-54:  Homenmen
- 1954-55:  Homenetmen
- 1955-56:  Racing Beirut
- 1956-57:  Homenmen
- 1957-58
- 1958-59
- 1959-60
- 1960-61:  Homenmen
- 1961-62
- 1962-63:  Homenetmen
- 1963-64
- 1964-65:  Racing Beirut
- 1965-66
- 1966-67:  Shabiba Mazraa
- 1967-68
- 1968-69:  Homenetmen
- 1969-70:  Racing Beirut
- 1970-71
- 1971-72
- 1972-73:  Nejmeh
- 1973-74
- 1974-75:  Nejmeh
- 1975-76
- 1976-77
- 1977-78
- 1978-79
- 1979-80
- 1980-81
- 1981-82
- 1982-83
- 1983-84
- 1984-85
- 1985-86
- 1986-87
- 1987-88:  Ansar
- 1988-89
- 1989-90:  Ansar
- 1990-91:  Ansar
- 1991-92:  Ansar
- 1992-93:  Ansar
- 1993-94:  Ansar
- 1994-95:  Ansar
- 1995-96:  Ansar
- 1996-97:  Ansar
- 1997-98:  Ansar
- 1998-99:  Ansar
- 1999-00:  Nejmeh
- 2000-01: non concluso
- 2001-02:  Nejmeh
- 2002-03:  Olympic Beirut
- 2003-04:  Nejmeh
- 2004-05:  Nejmeh
- 2005-06:  Ansar
- 2006-07:  Ansar
- 2007-08:  Ahed
- 2008-09:  Nejmeh
- 2009-10:  Ahed
- 2010-11:  Ahed
- 2011-12:  Safa
- 2012-13:  Safa
- 2013-14:  Nejmeh
- 2014-15:  Ahed
- 2015-16:  Safa
- 2016-17:  Ahed
- 2017-18:  Ahed
- 2018-19:  Ahed
- 2019-20: non concluso
- 2020-21:  Ansar
- 2021-22:  Ahed
- 2022-23:  Ahed
- 2023-24:  Nejmeh
- 2024-25:  Ansar

## Vittorie per squadra
| Squadra        | Vittorie | Edizioni                                                                                 |
| -------------- | -------- | ---------------------------------------------------------------------------------------- |
| Ansar          | 15       | 1988, 1990, 1991, 1992, 1993, 1994, 1995, 1996, 1997, 1998, 1999, 2006, 2007, 2021, 2025 |
| Ahed           | 9        | 2008, 2010, 2011, 2015, 2017, 2018, 2019, 2022, 2023                                     |
| Nejmeh         | 9        | 1973, 1975, 2000, 2002, 2004, 2005, 2009, 2014, 2024                                     |
| Homenetmen     | 7        | 1944, 1946, 1948, 1951, 1955, 1963, 1969                                                 |
| Nahda          | 5        | 1934, 1942, 1943, 1947, 1949                                                             |
| Homenmen       | 4        | 1945, 1954, 1957, 1961                                                                   |
| AUB            | 3        | 1935, 1937, 1938                                                                         |
| Racing Beirut  | 3        | 1956, 1965, 1970                                                                         |
| DPHB           | 3        | 1936, 1939, 1941                                                                         |
| Safa           | 3        | 2012, 2013, 2016                                                                         |
| Shabiba Mazraa | 1        | 1967                                                                                     |
| Olympic Beirut | 1        | 2003                                                                                     |

## Capocannonieri
| Stagione | Giocatore                      | Squadra             | Reti |
| -------- | ------------------------------ | ------------------- | ---- |
| 1960-61  | Mardek Chabarian               | Homenmen            | 15   |
| 1962-63  | Levon Altonian                 | Homenetmen          | 14   |
| 1964-65  | Joseph Abou Murad              | Racing Beirut       | 18   |
| 1966-67  | Levon Altonian                 | Homenetmen          | 19   |
| 1968-69  | Muhieddine Itani               | Nejmeh              | 15   |
| 1969-70  | Hani Abdel Fattah              | Safa                | 19   |
| 1972-73  | Youssef Al Ghoul               | Nejmeh              | 8    |
| 1974-75  | Jamal Al Khatib                | Nejmeh              | 13   |
| 1987-88  | Fouad Saad                     | Ansar               | 6    |
| 1989-90  | Jamal Al Haj                   | Nejmeh              | 12   |
| 1990-91  | Fadi Alloush                   | Ansar               | 32   |
| 1991-92  | Walid Dahrouj                  | Safa                | 20   |
| 1992-93  | Fadi Alloush                   | Ansar               | 27   |
| 1993-94  | Mahmoud Hammoud                | Nejmeh              | 15   |
| 1994-95  | Vitaliy Agasian                | Homenmen            | 16   |
| 1995-96  | Assaf Khalifa                  | Nejmeh              | 19   |
| 1996-97  | Peter Prosper                  | Ansar               | 22   |
| 1997-98  | Ahmed Jarada                   | Nejmeh              | 13   |
| 1998-99  | Haitham Zein                   | Tadamon Tiro        | 15   |
| 1999-00  | Toninho dos Santos Sahib Abbas | Ansar Salam Zgharta | 14   |
| 2001-02  | Haidar Mahmoud                 | Shabab Sahel        | 24   |
| 2002-03  | Sílvio                         | Olympic Beirut      | 18   |

| Stagione | Giocatore                   | Squadra             | Reti |
| -------- | --------------------------- | ------------------- | ---- |
| 2003-04  | Mohammad Kassas             | Nejmeh              | 22   |
| 2004-05  | Mohammad Kassas             | Nejmeh              | 21   |
| 2005-06  | Ali Nasseredine             | Nejmeh              | 17   |
| 2006-07  | Mohammed Ghaddar            | Nejmeh              | 25   |
| 2007-08  | Mohammed Ghaddar            | Nejmeh              | 22   |
| 2008-09  | Salih Sadir                 | Ahed                | 27   |
| 2009-10  | Makhete Diop                | Nejmeh              | 23   |
| 2010-11  | Hassan Maatouk              | Ahed                | 15   |
| 2011-12  | Mohamad Haidar              | Safa                | 12   |
| 2012-13  | Imad Ghaddar                | Chabab Ghazieh      | 19   |
| 2013-14  | Adnan Melhem                | Racing Beirut       | 13   |
| 2014-15  | Lucas Galán                 | Salam Zgharta       | 17   |
| 2015-16  | Lucas Galán                 | Ansar               | 19   |
| 2016-17  | Abou Bakr Al-Mel            | Tripoli             | 16   |
| 2017-18  | Elhadji Malick Tall         | Ansar               | 15   |
| 2018-19  | Elhadji Malick Tall         | Ansar               | 19   |
| 2020-21  | Hassan Maatouk              | Ansar               | 14   |
| 2021-22  | Fadel Antar Mahmoud Siblini | Shabab Sahel Nejmeh | 10   |
| 2022-23  | Elhadji Malick Tall         | Ansar               | 22   |
| 2023-24  | Elhadji Malick Tall         | Ansar               | 20   |
| 2024-25  | Hassan Maatouk              | Ansar               | 17   |